# 北安乡 (兰西县)
北安乡，是中华人民共和国黑龙江省绥化市兰西县下辖的一个乡镇级行政单位。

## 行政区划
北安乡下辖以下地区：
北安村、双安村、长安村、平安村、龙安村和城安村。